# Dywa 1974
Dywa 1974 – samochód wyścigowy, zaprojektowany przez Dydo Monguzziego dla włoskiej firmy Dywa. 

## Historia
Samochód początkowo miał być przeznaczony do wyścigów Formuły 1, a jego konstrukcja została pozytywnie przyjęta przez byłego menadżera Ferrari, Romolo Tavoniego. Samochód nie wystartował jednak w Formule 1 i w 1975 roku zmieniono jego specyfikację na samochód Brytyjskiej Formuły 5000, co wiązało się między innymi z zastąpieniem silnika Forda jednostką Chevroleta. Model w zawodach rozgrywanych na torach Zolder i Brands Hatch prowadził wspierany przez producenta obuwia Rosetti Luigi Cevasco.